# Wateshaji
Wateshaji is een bestuurslaag in het regentschap Pati van de provincie Midden-Java, Indonesië. Wateshaji telt 1162 inwoners (volkstelling 2010).